# 蘇我殿の田植え

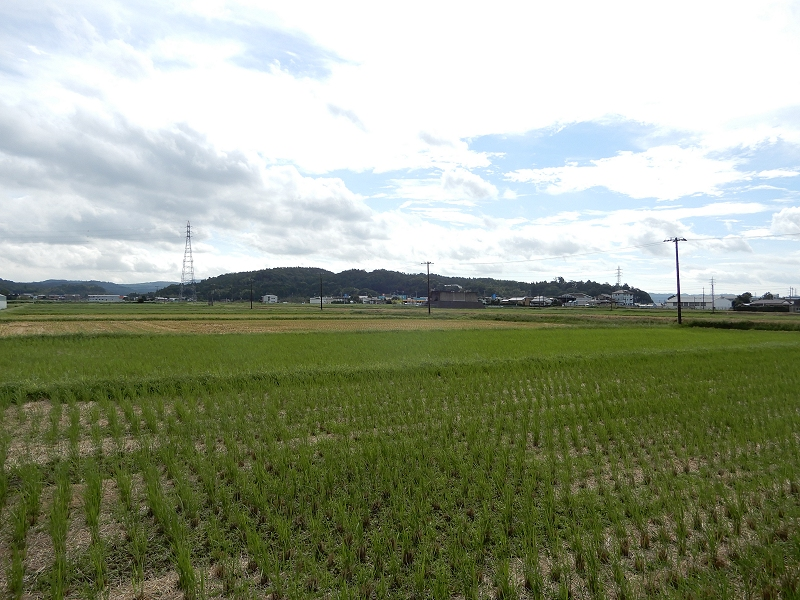
賀恵淵から壬申山を望む

蘇我殿の田植え（そがどののたうえ）は、房総（現在の千葉県）における大友皇子伝承の一つである。

## 概要
千葉県には、壬申の乱後に大友皇子が逃れてきたという伝説が多数存在する。それによると、皇子は、君津市俵田の白山神社にたどり着き、ここを小川御所として暮らしていた。
ある日、左大臣の蘇我赤兄は、皇子の心を慰めるため、早乙女たちを集めて田植祭を見せることにした。田植え歌に合わせて清らかな早乙女たちが苗を植える様子を珍しそうに見ていた皇子は、久しぶりに安らかな心で、時を忘れるほどであった。
しかし、広い田んぼなので、夕暮れまでに田植えが終わりそうになかった。心配した蘇我赤兄は、太陽に向かって「田植えが終わるまでどうか止まっていてください」と言い、無理やり田植えを続けさせた。ところが、その後、突如として風雨雷電が降り注ぎ、竜巻が発生して、苗を植えていた早乙女たちはことごとく死亡してしまった。これが5月7日の出来事であり、この地域では同日に田植祭を行うことが禁忌となった。
また、その田は「死田」と呼ばれ、小櫃村賀恵淵にあったとされる。